# Intoxication au monoxyde de carbone
 Mise en garde médicale
L'intoxication au monoxyde de carbone se produit après l'inhalation d'un gaz, le monoxyde de carbone. Le monoxyde de carbone (CO) est un produit de la combustion des matières organiques dans des conditions d'apport insuffisant en oxygène, qui empêche l'oxydation complète en dioxyde de carbone (CO2). Le monoxyde de carbone est incolore, inodore, insipide et non irritant, ce qui le rend difficile à détecter pour les personnes exposées.
Le monoxyde de carbone est un gaz particulièrement toxique, et l'intoxication au CO est la cause la plus répandue d'empoisonnement mortel dans de nombreux pays. Les symptômes de l'intoxication légère associent des maux de tête, des vertiges, et des manifestations pseudo-grippales ; une exposition plus forte peut entraîner des effets toxiques sur le système nerveux central, le cœur et même provoquer la mort. À la suite de l'intoxication, il persiste souvent des séquelles à long terme. Le monoxyde de carbone peut aussi avoir de graves effets sur le fœtus d'une femme enceinte.
Le monoxyde de carbone provoque l'intoxication en se fixant sur les globules rouges (via la respiration et les poumons) et en empêchant ces globules de véhiculer correctement l'oxygène dans l'organisme. Les mécanismes par lesquels le monoxyde de carbone induit ces effets toxiques ne sont pas encore entièrement connus, mais on pense que l’hémoglobine, la myoglobine et la cytochrome oxydase mitochondriale sont impliquées. Le traitement consiste essentiellement à administrer de l’oxygène à 100 % ou encore à utiliser l’oxygénothérapie hyperbare, bien qu’il existe encore une controverse sur le point de savoir lequel de ces deux traitements est le meilleur. Les intoxications domestiques au monoxyde de carbone peuvent être évitées par une détection précoce par utilisation d’un détecteur de monoxyde de carbone ménager.

## Sources
Le monoxyde de carbone est un produit de la combustion incomplète des hydrocarbures. La concentration atmosphérique du monoxyde de carbone est habituellement inférieure à 0,001 %. Ces valeurs sont plus élevées dans les zones urbaines que dans les zones rurales. La production endogène de monoxyde de carbone provenant du métabolisme de l'hémoglobine est un composant de processus biochimiques physiologiques. Un faible niveau de base en carboxyhémoglobine est présent en chaque personne. Le taux sanguin de carboxyhémoglobine physiologique est de 1-3 %.
- 0,1 ppm : niveau naturel de base dans l'atmosphère
- 0,5 à 5 ppm : niveau de base moyen dans les maisons d’habitation[4]
- 5 à 15 ppm : niveaux à proximité d’un réchaud à gaz correctement réglé dans les maisons d’habitation[4]
- 100-200 ppm : émission par les automobiles dans le centre-ville de Mexico[5], etc.
- 5 000 ppm : cheminée d'une maison chauffée au feu de bois[6]
- 7 000 ppm : gaz d'échappement des voitures non dilué[6]
- 30 000 ppm : fumée de cigarette non diluée[6]

Parmi les sources les plus courantes d’émission en CO qui peuvent conduire à une intoxication, citons les foyers de maisons d’habitation, les fours ou les appareils de chauffage, les poêles à bois, les gaz d'échappement des véhicules à moteur et les appareils alimentés au propane ou au butane tels que les réchauds portatifs de camping, les engins de surfaçage des patinoires, chariots élévateurs, les moteurs de générateurs, et les outils mécaniques alimentés à l'essence, tels que les nettoyeurs à haute pression, scies à découper le béton, bétonneuses, ponceuses à parquet, postes à soudure utilisés dans les bâtiments ou les espaces partiellement clos. L'intoxication au CO peut également se produire en plongée sous-marine en raison du choix d’un mauvais emplacement pour les compresseurs d'air alimentant les plongeurs. (Voir Accidents de plongée pour plus d'informations.) Les groupes électrogènes et les moteurs de propulsion des bateaux – en particulier les houseboats – ont provoqué des expositions mortelles au monoxyde de carbone. Une autre source de risque est l'exposition à un solvant organique tel que le White Spirit (naphta lourd) ou encore le chlorure de méthylène, qui est métabolisé en CO par l'organisme.
L'air pollué contient souvent des niveaux nocifs de monoxyde de carbone. De nombreuses régions des États-Unis ont lutté pour imposer des limites obligatoires. Des progrès significatifs ont été accomplis depuis la mise en œuvre en 1990 d'une valeur limite d’émission fixée pour les véhicules à 3,4 gpm (grammes par mile), en forte diminution par rapport à la limite précédente de 87 gpm,,,.

## Épidémiologie
L’intoxication au monoxyde de carbone est la forme la plus répandue d’intoxication mortelle en France et aux États-Unis. On estime que près de 50 000 personnes par an sont reçues en urgence médicale pour une intoxication au monoxyde de carbone aux États-Unis, 4000 en Angleterre, et de 1000 à 1500 en France. 
Dans de nombreux pays industrialisés, le monoxyde de carbone peut être à l'origine de plus de 50 % des intoxications mortelles. Aux États-Unis, environ 200 personnes meurent chaque année d'intoxication au monoxyde de carbone consécutive à l’utilisation d’un équipement de chauffage domestique au fioul. Selon les rapports du CDC, « chaque année, plus de 500 Américains meurent d'une intoxication involontaire au CO, et plus de 2 000 par suicide consécutif à un empoisonnement par l’oxyde de carbone. »
Entre le 1er septembre 2012 et le 13 mars 2013, 1 078 épisodes d’intoxication au CO ont été déclarés au système de surveillance français impliquant 3 409 personnes dont 35 décès. Sur une période de dix ans (2005-2015) 11 404 intoxications (dont 22,5 % concernant des enfants) et 136 décès, avec une tendance à la baisse sur les cinq dernières années. C'est la première cause de décès par intoxication, 61 % des décès sont survenus à domicile (avant l'admission en hôpital).

### Suicide
Le gaz de houille employé comme gaz de ville contenait du monoxyde de carbone. Cela en a fait le moyen de suicide le plus utilisé en Angleterre (50 %). Et en France, en 1950, ce sont encore plus de 400 personnes qui meurent par intoxication volontaire au gaz par année. Ce nombre diminue progressivement à partir de 1960, date à laquelle le gaz de houille est progressivement remplacé par le gaz naturel. Cette diminution démontre presque expérimentalement que l'inhalation de ce nouveau gaz entraîne des risques d'asphyxie très modérés. En Angleterre « la disparition rapide du gaz de houille a fait que le nombre total des suicides recensés a même diminué pendant quelques années puisque les candidats au suicide, ignorants des changements de la nature du gaz, continuaient à avoir recours à celui-ci. »
Ainsi comme d'autres poisons tels que le cyanure et l’arsenic, le gaz de ville a été alors soumis à des restrictions légales de plus en plus sévères.
Beaucoup de suicides sont réalisés par inhalation de gaz d'échappement provenant d'un moteur de voiture en cours de fonctionnement, en particulier dans un espace clos comme un garage. Dans le passé, les gaz d'échappement des véhicules à moteur pouvaient contenir jusqu'à 25 % de monoxyde de carbone, mais les nouvelles voitures possèdent un pot catalytique, qui peut éliminer plus de 99 % du monoxyde de carbone émis. Cependant même des voitures avec des pots catalytiques peuvent émettre des quantités substantielles de monoxyde de carbone si un moteur tourne au ralenti dans un espace clos. Depuis que l’intoxication au monoxyde de carbone par gaz d'échappement de voitures est devenue une méthode de suicide, de nouvelles variantes sont apparues, comme la combustion du charbon de bois ou d'autres combustibles fossiles dans un espace confiné, comme une petite pièce, une tente, ou une voiture. Ces tragédies ont lieu principalement dans le cadre de pactes suicidaires, essentiellement au Japon, mais cette pratique commence à se répandre dans les pays occidentaux, avec l’exemple du suicide en 2007 du chanteur du groupe Boston, Brad Delp ou encore plus récemment : la mort de Jonghyun membre de SHINee (Kpop) le 18 décembre 2017 à Séoul.
En Amérique du Nord, le suicide reste la première cause des décès par intoxication au CO, alors qu'il ne représente que 7 % des intoxications en France (2005-2015).

### Accident
En France, l'origine des décès est accidentelle dans près de 93 % des cas : moyen de chauffage ou chauffe-eau défectueux (65 %), incendie (28 %). L'incidence est la plus forte dans la région Nord-Pas-de-Calais, et durant les mois de chauffe, d'octobre à avril.

## Symptômes

### Intoxication aiguë
Les patients peuvent présenter des manifestations cliniques variées avec des symptômes différents, même dans des conditions d'exposition identiques. Les premiers symptômes, en particulier en cas de faible niveau d'exposition, sont souvent non spécifiques et facilement confondus avec d'autres maladies, en général un syndrome grippal, une dépression, le syndrome de fatigue chronique, des douleurs thoraciques, une gastro-entérite et des migraines ou des maux de tête. Cela rend souvent le diagnostic de l'intoxication au monoxyde de carbone difficile. S’il est suspecté, le diagnostic peut être confirmé par la mesure de carboxyhémoglobine dans le sang.
Les principales manifestations de l'intoxication apparaissent dans les organes les plus dépendants de l’utilisation d'oxygène : le système nerveux central et le cœur. Les manifestations cliniques associent la tachycardie et l’hypertension, et des signes d’atteinte du système nerveux central tels que les céphalées, les vertiges, la confusion, les convulsions et les troubles de conscience. L'intoxication au CO peut également provoquer une ischémie du myocarde, une fibrillation auriculaire, une pneumonie, un œdème pulmonaire, une hyperglycémie, une  nécrose musculaire, une insuffisance rénale aiguë, des lésions cutanées, des troubles visuels et auditifs, et un arrêt respiratoire. Les patients présenteront également une rougeur du visage et leur peau sera très rose.
Parmi les principales complications de l'intoxication au CO, il faut noter les manifestations neurologiques graves qui peuvent se produire des jours, voire des semaines après une intoxication aiguë. Les problèmes rencontrés sont des troubles des fonctions intellectuelles supérieures et de la mémoire à court terme, la démence, l'irritabilité, les troubles de la marche, les troubles de la parole, le syndrome parkinsonien, la cécité corticale, et la dépression (la dépression peut survenir chez les personnes exposées accidentellement). Ces séquelles d’apparition retardée peuvent survenir chez environ 15 % des patients gravement intoxiqués après un intervalle de 2 à 28 jours. Il est difficile de prédire qui pourra développer des séquelles tardives, mais l'âge, la perte de connaissance au moment de l’intoxication et l’existence d’anomalies neurologiques initiales peuvent être des indices prédictifs d’un  plus grand risque de survenue de symptômes retardés. Selon la hotline du centre anti-poison de Philadelphie, les séquelles ne sont généralement pas à craindre lorsque l'exposition n'a pas été suffisamment grave pour entraîner une perte de conscience.
À titre indicatif les effets du monoxyde de carbone suivant sa concentration en parties par million (ppm) sont énumérés ci-dessous, ainsi que les niveaux de carboxyhémoglobine (COHb) correspondants :
| Concentration en CO | Niveau de COHb | Signes et symptômes                                                                                             |
| ------------------- | -------------- | --- |
| 35 ppm              | < 10 %         | Maux de tête et vertiges dans un délai de six à huit heures d'exposition constante.                             |
| 100 ppm             | > 10 %         | Légers maux de tête en deux à trois heures.                                                                     |
| 200 ppm             | 20 %           | Légers maux de tête dans un délai de deux à trois heures. Perte de jugement.                                    |
| 400 ppm             | 25 %           | Céphalées frontales dans un délai d'une à deux heures.                                                          |
| 800 ppm             | 30 %           | Vertiges, nausées, et convulsions dans un délai de 45 minutes. Indétectable avant deux heures.                  |
| 1 600 ppm           | 40 %           | Maux de tête, tachycardie, vertiges et nausées dans un délai de 20 minutes. Mort en moins de deux heures.       |
| 3 200 ppm           | 50 %           | Maux de tête, vertiges et nausées en cinq à dix minutes. Décès dans un délai de 30 minutes.                     |
| 6 400 ppm           | 60 %           | Maux de tête et vertiges en une à deux minutes. Convulsions, arrêt respiratoire et mort en moins de 20 minutes. |
| 12 800 ppm          | > 70 %         | Mort en moins de trois minutes.                                                                                 |

### Intoxication chronique
À long terme, l'exposition répétée constitue un risque élevé pour les personnes porteuses d’une cardiopathie coronarienne et les femmes enceintes. L'exposition chronique peut augmenter la fréquence des symptômes cardiovasculaires chez certains travailleurs, tels que les contrôleurs techniques des véhicules à moteur, les pompiers et les soudeurs. Les patients se plaignent souvent de maux de tête persistants, d’étourdissements, dépression, confusion et nausées. Lors de la cessation d'exposition, les symptômes disparaissent habituellement d’eux-mêmes.

## Toxicologie
Le monoxyde de carbone est un gaz à la toxicité avérée. La toxicité est accrue par plusieurs facteurs comme : une augmentation de l'activité et de la ventilation pulmonaire, une atteinte cérébrale ou une maladie cardiovasculaire préexistantes, une réduction du débit cardiaque, une anémie ou d'autres troubles hématologiques, une diminution de la pression atmosphérique et un niveau élevé du métabolisme de base.
Le monoxyde de carbone est légèrement moins dense que l’air, il a ainsi tendance à se disperser dans l'air que nous respirons.
Le monoxyde de carbone représente un danger pour la vie des hommes et les autres formes de vies  aérobies, puisque l'inhalation de quantités relativement faibles du toxique peut provoquer une hypoxie majeure, des lésions neurologiques et, éventuellement, la mort. Une concentration même aussi faible que 0,04 % (400 parties par million) de monoxyde de carbone dans l'air peut être fatale. Le gaz est particulièrement dangereux, parce qu'il n'est pas détectable par les sens.
Lorsque le monoxyde de carbone est inhalé, il prend la place de l'oxygène dans l’hémoglobine, le pigment rouge du sang qui transporte normalement l'oxygène dans toutes les parties du corps. Parce que le monoxyde de carbone se lie à l'hémoglobine avec une force plusieurs centaines de fois plus élevée qu’avec l'oxygène, ses effets sont cumulatifs et durables, provoquant une hypoxie dans tout le corps. 
En outre, un récent rapport conclut que l'exposition au monoxyde de carbone peut conduire à une diminution significative d’espérance de vie en raison d’une atteinte du myocarde.

### Carboxyhémoglobine
Le taux de monoxyde de carbone sous forme liée à l’hémoglobine dans le sang peut être déterminée par la mesure de la carboxyhémoglobine, qui est un complexe stable de monoxyde de carbone et d’hémoglobine qui se forme dans les globules rouges. Le monoxyde de carbone se forme à l’état normal dans le corps, déterminant un faible niveau physiologique de saturation en carboxyhémoglobine. Le monoxyde de carbone a aussi un rôle de neurotransmetteur. Le taux normal de carboxyhémoglobine chez une personne non fumeuse est inférieur à 5 %, alors que les fumeurs (deux paquets/jour) présentent des niveaux qui peuvent atteindre 9 %.
Une toxicité grave est souvent associée à des niveaux de carboxyhémoglobine supérieurs à 25 %, et le risque de mortalité devient élevé à des niveaux dépassant 70 %. Pourtant, aucune relation dose-effet n’a été retrouvée entre les niveaux de carboxyhémoglobine et les effets cliniques observés. Par conséquent, les niveaux de carboxyhémoglobine sont davantage un indicateur du niveau d'exposition qu’un indice prédictif fiable des effets cliniques à court ou à long terme.

## Mécanisme d’action
Les mécanismes précis des effets toxiques qui sont induits par le CO ne sont pas entièrement connus.
Le monoxyde de carbone se lie à l’hémoglobine (réduction de la capacité de transport de l'oxygène), à la myoglobine (baisse de la capacité de stockage de l'oxygène), et à la cytochrome oxydase mitochondriale (inhibition de la respiration cellulaire).

### Hémoglobine
Le monoxyde de carbone a une affinité pour les sites ferreux de l'hémoglobine qui sont les principaux composés transporteurs de l'oxygène du sang. L'affinité entre le monoxyde de carbone et l'hémoglobine est 200 fois plus forte que l'affinité entre l'hémoglobine et l'oxygène.
Le CO se lie à l'hémoglobine, formant la carboxyhémoglobine (COHb) - la théorie la plus généralement admise est que la toxicité du monoxyde de carbone repose sur la formation de carboxyhémoglobine, effet qui diminue la capacité de transport en oxygène du sang en contrariant le transport, l’apport et l'utilisation d'oxygène au niveau des tissus.
Parce que l'hémoglobine est un tétramère avec quatre sites de liaison pour l’oxygène, la liaison du CO avec l'un de ces sites augmente aussi l'affinité pour l'oxygène des 3 sites restants, ce qui interfère avec la libération normale d'oxygène. Ce phénomène a pour conséquence le fait que l'hémoglobine retient l’oxygène qui, autrement, serait délivré aux tissus.
Le niveau d'oxygène disponible pour l’oxygénation des tissus diminue. Cette situation est décrite comme le déplacement à gauche, par le CO, de la courbe de dissociation hémoglobine-oxygène. La teneur en oxygène du sang est augmentée en cas d'intoxication au monoxyde de carbone, parce que tout l'oxygène est stocké dans le sang, et que seule une faible partie est délivrée aux tissus, ce qui provoque des lésions des tissus par hypoxie. Toutefois, bien que le CO affecte la disponibilité en oxygène, d'autres mécanismes peuvent contribuer aux effets essentiels de l'intoxication au CO.
Une exposition suffisante au monoxyde de carbone peut réduire la quantité d'oxygène délivrée au cerveau au point que la victime peut perdre conscience, et peut subir des lésions cérébrales ou même s’exposer à la mort par hypoxie. Le cerveau régule la respiration en fonction du taux de dioxyde de carbone dans le sang, plutôt que du niveau d'oxygène, donc une victime peut succomber à l'hypoxie, sans avoir jamais rien remarqué jusqu'au moment du collapsus. La lésion anatomopathologique caractéristique de l'intoxication au CO est la nécrose bilatérale du pallidum.
L’hémoglobine prend une couleur rouge vif lorsqu’elle se transforme en carboxyhémoglobine, en cas d'intoxication par le CO, donnant une apparence de bonne santé, avec les joues roses, comme cela est décrit dans les manuels scolaires. Cependant, cet aspect « classique » rouge cerise n'est pas toujours constaté sur les patients vivants — dans une étude, il a été observé dans 2 % des cas seulement —, aussi il faut prendre bien soin de ne pas récuser le diagnostic, pour la seule raison que cette couleur caractéristique est absente. Elle n’apparaît souvent que lorsque le niveau d’HbCO atteint 40 % et, habituellement, les patients qui présentent ce symptôme meurent.

### Myoglobine
Le monoxyde de carbone a également une forte affinité pour la myoglobine. Le CO lié à la myoglobine peut altérer le débit cardiaque, ce qui peut avoir pour résultat une ischémie cérébrale. Une apparition retardée des symptômes a été rapportée et semble être le résultat d’une élévation tardive du niveau de carboxyhémoglobine ; cet effet peut être dû au fait que la myoglobine procède à une libération retardée du CO, qui se lie ensuite à l'hémoglobine.

### Cytochrome oxydase
Un deuxième mécanisme suppose une action conjointe sur l’enzyme de la chaîne respiratoire mitochondriale qui est responsable de l'utilisation de l'oxygène par les tissus. Le CO ne se lie pas à la cytochrome oxydase avec la même affinité que l'oxygène, de sorte qu'il est probable que ce mécanisme exige une sévère hypoxie intracellulaire avant de pouvoir se produire. Cette liaison interfère avec le métabolisme aérobie pour une synthèse efficace d’adénosine triphosphate (ATP). Les cellules répondent par un passage en métabolisme anaérobie, qui provoque l’anoxie, l'acidose lactique et, éventuellement, la mort des cellules. (texte copié) violation du droit d'auteur

### Autres mécanismes
Un autre mécanisme qui est susceptible d'avoir une influence significative sur les effets retardés implique les cellules sanguines et certains médiateurs chimiques, qui provoquent la peroxydation des lipides du cerveau.
Le CO est responsable de la libération d'acide nitrique par les cellules endothéliales et les plaquettes de monoxyde d'azote, et de la formation de radicaux libres dépourvus d'oxygène, y compris de peroxynitrites. Dans le cerveau, cela entraîne pour conséquence le dysfonctionnement des mitochondries, la fuite des capillaires, la séquestration des leucocytes, et l’apoptose. Le résultat final aboutit à la peroxydation des lipides (dégradation des acides gras insaturés), qui provoque une démyélinisation secondaire réversible de la substance blanche du système nerveux central, et peut conduire à un œdème et à la formation de zones de nécrose focales dans le cerveau.
Cette lésion cérébrale survient principalement au cours de la période de récupération et entraîne un déficit cognitif (affectant en particulier la mémoire et l'apprentissage) et des troubles moteurs. Les difficultés gestuelles sont liées à une atteinte prédominante des ganglions de la base due au CO. Ces effets neurologiques retardés peuvent se développer pendant les jours qui suivent le début de l'intoxication aiguë.

### Grossesse
L’intoxication au monoxyde de carbone peut avoir des effets sur le fœtus. Le CO provoque une hypoxie des tissus fœtaux en diminuant l’apport d'oxygène maternel au fœtus, et le passage du monoxyde de carbone à travers le placenta entraîne sa combinaison avec l’hémoglobine fœtale, qui possède une affinité pour le CO, 10 à 15 % plus élevée que l'hémoglobine adulte. L’élimination du monoxyde de carbone est aussi plus lente chez le fœtus, ce qui conduit à une accumulation de CO. Le taux de morbidité et de mortalité du fœtus à la phase aiguë de l'intoxication au monoxyde de carbone est élevé et, malgré la bonne santé maternelle, une intoxication grave du fœtus peut quand même se produire. En raison de ces effets, les femmes enceintes intoxiquées sont traitées par oxygénothérapie normale ou hyperbare pendant une période de temps plus prolongée que les patientes qui ne sont pas enceintes.

## Traitement
Les premiers secours en cas d’intoxication au monoxyde de carbone consistent à soustraire immédiatement la victime de l'exposition, sans se mettre soi-même en danger, à appeler à l'aide, à lui apporter de l'air frais ou si possible à lui administrer de l'oxygène et, dès que possible, à lui prodiguer des soins médicaux. Si la victime est en arrêt cardioventilatoire, il faudra commencer la réanimation cardiopulmonaire.
Le principal traitement médical pour une intoxication au monoxyde de carbone est l’inhalation d’oxygène à 100 % par un masque à oxygène bien ajusté. L'oxygène accélère la dissociation du monoxyde de carbone de l’hémoglobine. L’oxygènothérapie hyperbare est également utilisée dans le traitement de l'intoxication au CO ; l'oxygénothérapie hyperbare augmenterait la dissociation de la carboxyhémoglobine dans une plus large mesure que l’oxygénothérapie normale. L’oxygénothérapie hyperbare peut également faciliter la dissociation du CO de la cytochrome oxydase.
Il existe une importante controverse dans la littérature médicale sur le point de savoir si oui ou non l'oxygénothérapie hyperbare offre des avantages supplémentaires par rapport au traitement normal par l'oxygène à haut débit en termes d'augmentation de la survie ou d'amélioration des résultats à long terme. Des essais cliniques ont été réalisés,,,,, dans lesquels les deux options thérapeutiques ont été comparées ; sur les six études réalisées, quatre ont constaté une amélioration des résultats avec l'oxygénothérapie hyperbare et deux autres n’ont trouvé aucun avantage pour l'oxygénothérapie hyperbare. Parmi ces études certaines ont été critiquées pour des biais dans leur méthodologie ou leur mise en œuvre,,. Une revue récente, considérée comme bien réalisée, portant sur l'ensemble des publications concernant le  traitement de l’intoxication par le monoxyde de carbone a conclu que l’efficacité de l'oxygénothérapie hyperbare n'est pas clairement démontrée et que les éléments de preuve disponibles ne confirment ni n’infirment l’existence d’avantages cliniquement significatifs. Les auteurs suggèrent un grand essai multicentrique bien conçu pour comparer l’oxygénothérapie normale avec l'oxygénothérapie hyperbare. 
D'autres traitements pour certaines complications telles que les convulsions, les troubles cardiaques, l’œdème pulmonaire et l’acidose peuvent être nécessaires. Un retard de développement et une déficience due à des affections neuropsychiatriques sont parmi les complications les plus graves qui nécessitent souvent un suivi prolongé et un traitement.

## Prévention

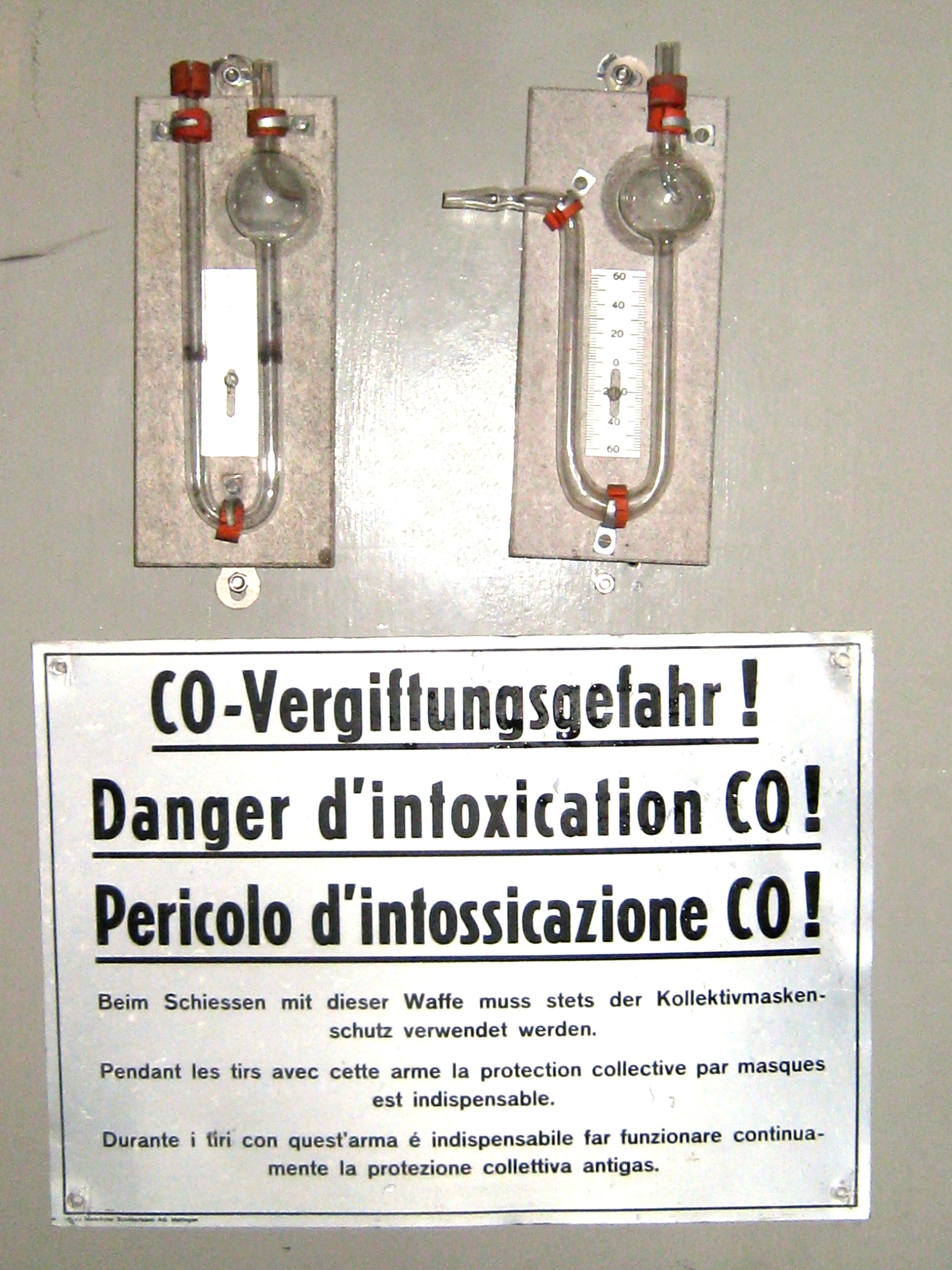
Panneau d'avertissement et manomètre à colonne de liquide dans une casemate d'infanterie suisse.

La prévention reste un élément essentiel de santé publique qui nécessite l'éducation du public sur les règles de sécurité concernant le fonctionnement des appareils de chauffage, des cheminées et des moteurs à combustion interne, ainsi qu’à mettre davantage l'accent sur l'installation de détecteurs de monoxyde de carbone. Les systèmes d’alarme contre le monoxyde de carbone sont habituellement installés dans les maisons autour de la chaufferie. Cependant, afin de couvrir l'ensemble de l'habitation et de renforcer la sécurité de ses occupants, il est conseillé d'en disposer plusieurs, notamment dans les chambres à coucher, ou à proximité, et à l'étage. Si un niveau élevé de CO est détecté, l'appareil sonne et donne l’alerte pour donner aux gens situés à proximité le temps de ventiler la zone ou de quitter le bâtiment en toute sécurité. Contrairement aux détecteurs de fumée, ils ne doivent pas être placés près du plafond. La Consumer Product Safety Commission déclare que les « détecteurs de monoxyde de carbone sont aussi importants pour la sécurité à domicile que les détecteurs de fumée » et recommande que chaque maison possède au moins un détecteur de monoxyde de carbone.
Les dispositifs, vendus au détail au prix de $ 20 - $ 60 Dollars US et largement disponibles, peuvent être à piles ou alimentés par le courant alternatif (avec ou sans batterie de secours). Du fait que le CO est inodore et incolore (contrairement à la fumée d'un incendie), la détection dans un environnement domestique est impossible sans un tel dispositif d'alarme. Certains États et des administrations municipales, comme celles de l’Ontario, au Canada, et de New York, exigent l'installation de détecteurs de CO dans toute nouvelle construction. Le Massachusetts et l’Illinois ont commencé à exiger un détecteur dans toutes les résidences à partir du 1er janvier 2007,.
Le monoxyde de carbone peut être détecté par filtrage sur un papier imprégné d’une solution de dichlorure de palladium. Le monoxyde de carbone réduit le chlorure de palladium en noir de palladium métallique. Cette réaction est très sensible.

## Intoxication au monoxyde de carbone et «maisons hantées»
Les symptômes de l'intoxication au monoxyde de carbone comportent l’apathie, la dépression, la démence, les troubles émotionnels, ainsi que des hallucinations. Beaucoup de phénomènes généralement associés aux maisons hantées, comme les visions étranges et la perception de sons bizarres, un sentiment de peur, ainsi que la maladie, et la mort soudaine, apparemment inexplicable, de tous les occupants, peuvent être parfois raisonnablement attribués à une intoxication au monoxyde de carbone.
Dans un cas de maison hantée, l’intoxication au monoxyde de carbone a été clairement identifiée comme la cause d'un prétendu phénomène de maison hantée. Le docteur William Wilmer, un ophtalmologiste, a décrit l'expérience de l'un de ses patients dans un article publié en 1921 dans l’American Journal of Ophthalmology. « M. et Mme H. » ont emménagé dans un nouveau logement, mais ont très vite commencé à se plaindre de maux de tête et de fatigue. Ils ont commencé à entendre des cloches sonner et à être réveillés par des bruits de pas au cours de la nuit, le tout s’accompagnant de la perception d'étranges sensations physiques et de l’observation de silhouettes mystérieuses. Quand ils ont commencé à enquêter sur les symptômes, ils ont découvert que les occupants précédents de la maison avaient vécu des expériences similaires. Un examen de leur chaudière a montré qu’elle était gravement endommagée, ce qui entraînait une combustion incomplète et dirigeait la plus grande partie des fumées (y compris le monoxyde de carbone) vers la maison plutôt que vers la cheminée.
Un rapport publié en 2005 décrit le cas d’une femme de 23 ans victime d’un empoisonnement au monoxyde de carbone, retrouvée délirante et en hyperventilation, qui affirmait avoir vu un « fantôme » dans la douche. Un nouveau chauffe-eau à gaz venait juste d'être installé dans sa maison, apparemment d’une manière incorrecte, puisqu’il avait inondé la maison de monoxyde de carbone, lorsque la victime avait fermé toutes les fenêtres extérieures ainsi que les portes, avant de prendre une douche.

## Maladie professionnelle
En France, les intoxications aux oxydes de carbone sont classifiées comme des maladies professionnelles depuis 1974 pour le régime général, et depuis 1976 pour le régime agricole.

## Intoxications lors d'un déplacement
Les occupants de l'Accident de l'avion d'Emiliano Sala ont été intoxiqués au monoxyde de carbone.